# 大果安息香
大果安息香（学名：Styrax macrocarpus）为安息香科安息香属下的一个种。

## 扩展阅读
- 維基物種上的相關：大果安息香